# Prokurator
Prokurator (latinsko procurator, mn. procuratores) je bil visok  uradnik (ne magistrat) Rimskega cesarstva, pooblaščen za finančne zadeve province, ali guverner majhne cesarske province.

## Fiskalni uradnik
Fiskalni prokurator  (procurator Augusti) je bil v principatu (30 pr. n. št.–284 n. št.) glavni finančni uradnik province. Deloval je skupaj z guvernerjem te province (legatus Augusti pro praetore), vendar mu ni bil podrejen. Poročal je neposredno cesarju. Guverner je bil načelnik civilne in sodne administracije province in vrhovni poveljnik vseh vojaških enot v provinci. Prokurator je bil s svojim štabom in agenti zadolžen za finančne zadeve province, vključno z naslednjimi primarnimi odgovornostmi:
- zbiranje davkov, predvsem zemljiške takse (tributum soli), glavarine (tributum capitis) in mitnine (portorium), ki se je plačevala za prevoz blaga po javnih cestah
- zbiranje rent na zemljišča v cesarski lasti
- upravljanje rudnikov[4]
- delitev plač javnim uslužbencem, večinoma vojakom

Fiskalni prokurator je bil vedno član viteškega reda (equites), medtem ko je bil položaj guvernerja rezerviran za člane najvišjega senatorskega reda. Namem dvojne administracije je bil preprečiti preveliko koncentracijo oblasti v rokah guvernerja in omejiti priložnosti za  poneverbe. Spori med guvernerji in prokuristi glede pristojnosti in financ niso znani.

## Guverner province
Procurator Augusti, pogosto imenovan tudi prezidijski prokurator, se pravi garnizijski ali vojski poveljujoči prokurator, je lahko bil tudi guverner majhne cesarske province, se pravi tiste, katere guvernerja je imenoval cesar in ne rimski senat. Enak naziv so imeli tudi fiskalni prokuratorji senatskih provinc, katerih guvernerji so bili vedno senatorji. 
Prokurator je bil naziv tudi več drugih uradnikov  Rimu in Italiji.
V drugi polovici 1. stoletja so se zaradi Pax Romana province, ki so jih prej upravljali prefekti, se pravi vojaki, postopoma prešle v roke prokuratorjev, ki so bili v bistvu civilni davčni uradniki. Egipt kot posebna zasebna cesarska domena, ki jo je upravljal praefectus augustalis, je ostal izjema.
Med znanstveniki, ki so se ukvarjali z guvernerjem Judeje Poncijem Pilatom, je prenos oblasti povzročil nekaj zmede. Zanj se je običajno domnevalo, da je bil  prokurator, po odkritju tako imenovanega Pilatovega kamna pa se je izkazalo, da je bil prefekt.

## Vir
- Mattingly, David (2006) An Imperial Possession: Britain in the Roman Empire